# Club 2/Episodenliste
Die Liste der Sendungen des neuen Club 2 gibt eine chronologisch geordnete Übersicht über die im Österreichischen Rundfunk im Programm ORF 2 seit Dezember 2007 ausgestrahlten Sendungen des Club 2 wieder.

## 2007
| Datum      | Titel, Gäste und Gastgeber                                                                 | Anmerkungen |
| ---------- | ------------------------------------------------------------------------------------------ | ----------- |
| 12.12.2007 | Die Meinungsfabriken – wer bestimmt, was wir denken? Rudolf Nagiller                       |             |
| 19.12.2007 | Der Atheismus-Boom – eine Reaktion auf die Welle der neuen Religiosität? Michael Köhlmeier |             |

## 2008
| Datum      | Titel, Gäste und Gastgeber | Anmerkungen |
| ---------- | --- | --- |
| 16.01.2008 | Männerseilschaften und Frauennetzwerke – Wer regiert die Republik? Renata Schmidtkunz mit Heribert Steinbauer (Abgeordneter zum Nationalrat, ÖVP), Michael Zimpfer, Kurt Langbein, Anja Oberkofler, Sibylle Hamann (Journalistin), Martin Haidinger. | |
| 23.01.2008 | Angst vor Ausländern – Warum? Corinna Milborn | |
| 30.01.2008 | Wem gehört der Opernball? Rudolf Nagiller | |
| 06.02.2008 | Hassliebe USA-Europa. Michael Köhlmeier | |
| 13.02.2008 | Was ist faul im Staate Österreich? (Bankskandale, Innenministerium) Rudolf Nagiller | |
| 20.02.2008 | Sie zocken, wir zahlen! (Die Finanzsysteme wackeln, Notenbanken und Regierungen helfen mit Milliardenzuschüssen.) Werner Schneyder | |
| 27.02.2008 | Das Heer der Singles: Frei oder einsam? Renata Schmidtkunz | |
| 05.03.2008 | Vergangenheitsbewältigung oder Geschäft mit Hitler? Elisabeth Scharang | |
| 12.03.2008 | 1938/2008 – Propaganda und Verführung, Damals und Heute. Michael Köhlmeier | |
| 19.03.2008 | Von der sexuellen Revolution zur Sex-Gesellschaft. Corinna Milborn mit Gerti Senger, Peter Weibel, Margarete Grabner (Unternehmerin), Matthias Beck, Stefanie Vasold, Jakob Pastöttner. | |
| 26.03.2008 | Karikaturen, Bin Laden, Irak – Der Krieg der Worte und Bilder. Werner Schneyder | |
| 02.04.2008 | Streitfall Schule Werner Schneyder | |
| 09.04.2008 | Die 68er: Befreier oder Zerstörer? Rudolf Nagiller | |
| 16.04.2008 | Kann man Glück erlernen? Elisabeth Scharang | |
| 23.04.2008 | Zwangsprostitution und Frauenhandel: Was tun? Corinna Milborn | |
| 07.05.2008 | Tatort Familie. Corinna Milborn | |
| 14.05.2008 | Betteln verboten! Werner Schneyder | |
| 28.05.2008 | Erinnern und Vergessen. Renata Schmidtkunz mit Eric Kandel als Diskussionsteilnehmer. | |
| 04.06.2008 | Fußball – Patriotismus Nein Danke? Werner Schneyder mit Barbara Helige (Präsidentin der Österreichischen Richtervereinigung), Manfred Zsak, Wendelin Schmidt-Dengler, Franz Wunderl (Unternehmer, Sollenau), Hans Menasse, Thomas Tesar (Regisseur). | |
| 11.06.2008 | Atomkraft ja bitte? Corinna Milborn mit Wolfgang Kromp (Physiker am Institut für Risikoforschung an der Universität Wien, Atomkraftkritiker), Helmut Rauch (Physiker an der TU Wien, Atomkraftkritiker), Patricia Lorenz (Atomexpertin von Global 2000, Atomkraftgegnerin), Manfred Doppler (Anti-Atom-Gruppe Linz, Gegner des AKW Temelin), Walter Fremuth (1979–1993 Direktor der Verbund, Atomkraftbefürworter), Hans-Friedrich Meyer (Ehemaliger Pressesprecher der IAEO, Atomkraftbefürworter).           | Unmittelbarer Anlass der Diskussion war ein Störfall im Kernkraftwerk Krško in Slowenien, bei dem es am 4. Juni 2008 zu einem Kühlmittelverluststörfall gekommen ist. |
| 18.06.2008 | Patient Gesundheitswesen – droht die Zweiklassenmedizin? Renata Schmidtkunz mit Günter Wawrowsky (Stellvertretender Obmann der Ärztekammer, Facharzt für Innere Medizin), Franz Bittner (Obmann der Wiener Gebietskrankenkasse bis Juni 2009, Vorsitzender der Trägerkonferenz des HVB), Michael Schodermayr (Hausarzt in Steyr, Allianz für Kinder – Österreichisches Friedensdorf International), Kurt Langbein, Maria M. Hofmarcher (Gesundheitsökonomin), Christine Schnaubelt (Patienteninitiative PInG). | |
| 25.06.2008 | Frauen im Fußballfieber – Wadeln, Elfer, Abseitsfalle – was interessiert sie? Corinna Milborn mit Euke Frank, Angelika Hager, Ivana Martinovic (Redakteurin von Das Biber), Christine Reiler, Elizabeth T. Spira, Tosca Wendt (Leiterin des Kompetenzzentrums für Soziale Arbeit an der FH Campus Wien, Trainerin, Coach), Ursula Held. | |
| 02.07.2008 | Der Populismus im Vormarsch – Wie verführbar sind die Bürger? Rudolf Nagiller mit Franz Vranitzky, Dieter Böhmdorfer, Alois Schober (Young & Rubicam), Hans-Hermann Tiedje, Peter Pelinka, Heidi Glück (ehemalige Beraterin und Pressesprecherin von Wolfgang Schüssel) und Elisabeth Gehrer. | War letzte Ausgabe vor der Sommerpause 2008. |
| 04.09.2008 | Wahlkampf: Image ist alles! Rudolf Nagiller mit Michael Spreng, Johano Strasser, Thomas Hofer, Dietmar Ecker, Florian Krenkel und Daniela Kittner. | |
| 10.09.2008 | Wahlen und Karikaturen. Michael Köhlmeier mit Gustav Peichl, Michael Pammesberger, Florian Scheuba, Jutta Pichler, Direktorin des Kremser Karikaturenmuseums und Andreas Laun. | |
| 01.10.2008 | Wer kann die Finanzmärkte zivilisieren? Corinna Milborn mit Joseph E. Stiglitz, Ferdinand Lacina, Robert Halver, Cornelia Staritz, Herbert Stepic. | |
| 08.10.2008 | Der Nationalstaat ist tot – es lebe die Nation. Corinna Milborn mit Michale Zürn, Rolf-Ulrich Kunze, Thomas Schmidinger, Lothar Höbelt. | |
| 15.10.2008 | Gesunde Ernährung – Gibt's das überhaupt? Rudolf Nagiller mit Udo Pollmer, Werner Gruber, Brigitte Winklhofer, Margit Hörndler, Petra Rust, Wolf Funfack. | |
| 22.10.2008 | Der Mythos Jörg Haider – Sein und Schein. Werner Schneyder mit Dieter Böhmdorfer, Michael Frank, Hans Rauscher, Heide Schmidt, Eva Menasse, Walter Meischberger und Antonia Gössinger. | |
| 29.10.2008 | Wirtschaftskrise: Haben die Eliten versagt? Renata Schmidtkunz mit Michael Hartmann, Gerhard Fröhlich, Trautl Brandstaller, Hannes Ametsreiter, Renate Graber, Francis Lustig, Othmar Hill. | |
| 12.11.2008 | Die Kraft des Scheiterns. Rudolf Nagiller mit Gertraud Knoll, Alexander Maculan, Christine Steindorfer, Peter Battistich, Franz Schuh. | |
| 19.11.2008 | Von der Finanzkrise zur Weltkrise? Renata Schmidtkunz mit Jean Ziegler, Albrecht Müller, Margit Appel, Klaus Werner-Lobo, Peter Altmiks, Erhard Fürst. | |
| 26.11.2008 | Wie sinnvoll sind humanitäre Spenden? Corinna Milborn mit Franz Grandits, Irene Janncsy, Heinz Patzelt, Gerhard Bittner, Kurt Bergmann, Luise Gubitzer. | |
| 03.12.2008 | War Homer überhaupt ein Grieche? Michael Köhlmeier mit Raoul Schrott, Robert Rollinger, Marion Meyer, Georg Danek, Karlheinz Töchterle, Gabriele Werner. | |
| 10.12.2008 | Die modernen Arbeitssklaven. Rudolf Nagiller mit Günter Wallraff, Anna Schopf, Eva Scherz, Hubert Eichmann, Fritz Aichinger. | |
| 17.12.2008 | Geistheiler – Lebensretter, Helfer oder Scharlatane? Renata Schmidtkunz mit Felix Mitterer, Krista Federspiel, Andreas J. Obrecht, Brigitta Stallecker, Edeltraud Mohry, Werner Klöpfer, Heinz Ludwig. | |

## 2009
| Datum      | Titel, Gäste und Gastgeber | Anmerkungen        |
| ---------- | --- | ------------------ |
| 07.01.2009 | Das Leid mit der Sucht. Rudolf Nagiller mit Reinhard Haller, Gabriele Fischer, Robert Pfaller, Elisabeth Jäger, Martina Ertl. |                    |
| 14.01.2009 | Die Krise der Männer. Renata Schmidtkunz mit Erich Lehner, Karl Grammer, Manfred Twrznik, Dami Krizanec, Christoph Schmudermayer, Daphne Springhorn. | Auszug auf YouTube |
| 21.01.2009 | Obama: Führt er die Welt aus der Krise? Corinna Milborn mit Dieter Stiefel, Eric Frey, Rudolf Scholten, Barbara Kolm, Andreas Sattlberger. |                    |
| 28.01.2009 | Unirektorin rausgemobbt – Müssen Frauen Männer sein um Karriere zu machen? Corinna Milborn mit Ingela Bruner, Ada Pellert, Guido Strunk, Werner Biffl, Wolfgang Schütz, Christine Spiel. |                    |
| 04.02.2009 | Wie rechts ist Österreich? Michael Köhlmeier mit Ruth Beckermann, Christa Zöchling, Andreas Mölzer, Volker Kier, Gerhard Jagschitz, Lothar Höbelt. |                    |
| 11.02.2009 | Religionsunterricht, nein danke? Michael Köhlmeier mit Anton Bucher, Amena Shakir, Christine Mann, Winfried Schröder, Klaus Baumgartner, Christoph Lehmann. |                    |
| 18.02.2009 | Opernball – Wieviel Luxus darf in der Krise sein? Rudolf Nagiller mit Ioan Hollaender, Christoph Wagner-Trenkwitz, Angela Traußnig, Tini Kainrath, Ludwig Scharinger, Hubert Christian Ehalt. |                    |
| 25.02.2009 | Spitzel, Rassismus, Machtkämpfe – Was ist los mit unserer Polizei? Corinna Milborn mit Herwig Haidinger, Mike Brennan, Helene Partik-Pablé, Nadja Lorenz, Florian Klenk, Gerhard Pürstl, Harald Segall. |                    |
| 04.03.2009 | Schwule und Lesben – Immer noch Menschen zweiter Klasse? Renata Schmidtkunz mit Uwe Kröger, Christopher Wolf, Johannes Wahala, Michaela Tulipan, Gernot Steier, Gregor Jansen. |                    |
| 11.03.2009 | Amoklauf: Was treibt Jugendliche in den Todesrausch? Rudolf Nagiller mit Bernhard Treibenreif, Udo Jesionek, Richard Krisch, Ernst Berger, Brigitte Lueger-Schuster, Josef Peinhopf. |                    |
| 18.03.2009 | Wie krank sind unsere Spitäler wirklich? Corinna Milborn mit Kurt Langbein, Ernest Pichlbauer, Norbert Pateisky, Manuela Walser, Harald Mayer, Michaela Moritz. |                    |
| 25.03.2009 | Der ORF und die Zukunft des öffentlich-rechtlichen Rundfunks. Rudolf Nagiller mit Alexander Wrabetz, Gerd Bacher, Peter Huemer, Horst Pirker, Maria von Welser, Armin Walpen. |                    |
| 01.04.2009 | Thema Einwandererkinder – Zwischen den Welten. Corinna Milborn mit Jakob M. Erwa, Duygu Arslan, Kenan Güngör. |                    |
| 08.04.2009 | Droht ein neuer Klassenkampf? Michael Köhlmeier mit Elmar Altvater, Claus Raidl, Christian Ortner, Christian Felber, Tina Leisch. |                    |
| 15.04.2009 | Die gedopte Gesellschaft. Werner Schneyder mit Ines Geipel, Otmar Weiss, Michael Musalek, Bernhard Amann, Hans-Christian Dany. |                    |
| 22.04.2009 | Die Reichen nehmen die Armen geben. Renata Schmidtkunz mit Martin Schenk, Michael Prüller, Hans-Karl Schaller, Gabriele Michalitsch, Otto Frany. |                    |
| 29.04.2009 | Politik, Islamismus, Porno – Rückschlag für die Frauenbewegung? Corinna Milborn mit Alice Schwarzer, Maria Rauch-Kallat, Gabriella Hauch, Euke Frank, Ayke Basibüyük, Ina Freudenschuss, Tülay Tuncel. |                    |
| 06.05.2009 | In Würde sterben? Rudolf Nagiller mit Hans-Georg Kress, Peter Kampits, Edith Fux, Helen Neubacher, Gerrit Kimsma, Andreas Heller. |                    |
| 13.05.2009 | Life-Ball: Nackte Society-Lust oder Aids-Hilfe? Werner Schneyder mit Gery Keszler, Brigitte Schmied, Wiltrud Stefanek, Raphaela Rainer, Bernhard Grubmüller. |                    |
| 27.05.2009 | Wandert unsere Jugend nach rechts? Renata Schmidtkunz mit Bernhard Heinzlmaier, Christian Dworzak, Willi Mernyi, Andreas Khol, Karina Neuhofer, Ramses. |                    |
| 03.06.2009 | Europa wohin? Wie viele Fremde verträgt Österreich? Corinna Milborn mit Wolfgang Petritsch, Karl Kopp, Ute Bock, Arash T. Riahi, Gerhard Mumelter, Claus Pándi. |                    |
| 17.06.2009 | Braucht Österreich, braucht Europa eine neue Linke? Werner Schneyder mit Trautl Brandstaller, Jan Fleischhauer, Peter Kreisky, Helmut Scholz, Josef Kalina |                    |
| 24.06.2009 | Iran – Demokratische Reform oder Blutbad? Franz Kössler mit Walter Posch, Gudrun Harrer, Barbara Ladinser, Babak Vafei, Behrooz Bayat. |                    |
| 01.07.2009 | Glücksspiel: Die Sucht steigt, Staat und Länder verdienen mit. Corinna Milborn mit Herbert Beck (Leiter Spielerschutz ‚Responsible Gaming‘, Casinos Austria und Österreichische Lotterien), Monika Racek (Leiterin des Spielerschutzes, Novomatic), Hans Ploss (Mathematiker und „Anti-Glücksspiel-Aktivist“), Peter Berger (Neurologe und Psychiater, Spielsuchthilfe), Thomas Adrian Nemeth (ehemaliger Spieler, Moderator und Stimmenimitator), Gabriele Sorgo (Kulturwissenschaftlerin). |                    |
| 08.07.2009 | Wo beginnt Korruption? Rudolf Nagiller mit Franz Fiedler, Walter Geyer, Helga Rabl-Stadler, Hubert Neuper, Max Edelbacher. |                    |
| 02.09.2009 | Helden oder Kriegsverräter – Die Deserteure der Wehrmacht. Rudolf Nagiller mit Richard Wadani, Hannes Metzler, Brigitte Hamann, Christoph Schönborn, Andreas Khol, Otto Keimel. |                    |
| 09.09.2009 | Terroranschlag 9/11 – Mythen und Wahrheit. Michael Köhlmeier mit Peter Scholl-Latour, Gerhard Wisnewski, Georg Hoffmann-Ostenhof, Gerald Karner, Karin Kneissl, Heinz Gärtner, Karlheinz Muhr. |                    |
| 16.09.2009 | Zukunft des ORF – Qualität oder Quote? Rudolf Nagiller mit Alexander Wrabetz, Markus Schächter, Alexandra Föderl-Schmid, Helmut Thoma, Paul Schauer, Rudolf Bretschneider. |                    |
| 23.09.2009 | Der Chef als Spitzel – Überwachung am Arbeitsplatz. Corinna Milborn mit Günter Wallraff, Wilhelm Haberzettl, Erich Moechel, Bernhard Meier, Sieglinde Gahleitner, Elke Aichernig-Handler. |                    |
| 30.09.2009 | Silikon und Schlankheitswahn – Das Geschäft mit der Schönheit. Renata Schmidtkunz mit Cordula Reyer, Günther Unger, Werner Mang, Eva Flicker, Konrad Paul Liessmann. |                    |
| 07.10.2009 | Thema Kinderpornographie – Ist die Gesellschaft machtlos? Renata Schmidtkunz mit Rotraud A. Perner, Adelheid Kastner, Peter Köhler, Detlef Drewes, Hedwig Wölfl. |                    |
| 14.10.2009 | Dürfen die Medien alles – Wo sind die Grenzen des Journalismus? Rudolf Nagiller mit Ata Athanasiadis, Claus Pándi, Armin Thurnher, Hannes Kartnig, Fritz Hausjell, Irene Neverla, Gottfried Korn. |                    |
| 21.10.2009 | Thema: Vergessliche Staatsanwälte – Was ist los mit unserer Justiz? Peter Rabl mit Martin Kreutner, Franz Fiedler, Florian Klenk, Elisabeth Rech, Christian Pilnacek, Werner Peischl. |                    |
| 28.10.2009 | Wer ist ein echter Österreicher? Eva Rossmann mit Frederic Morton, Florian Scheuba, Charles Ritterband, Otto Sarntheim, Sandra Selimovic, Hildegard Weiss. |                    |
| 04.11.2009 | Europa nach dem Mauerfall: was blieb von 1989? Renata Schmidtkunz mit Paul Schulmeister, Irina Liebmann, Kurt Palm, Dieter Segert, Laszlo Nagy, Eva Nowotny. |                    |
| 11.11.2009 | Freier Unizugang: Utopie oder Notwendigkeit? Michael Köhlmeier mit Sigrid Maurer (ÖH-Vorsitzende), Samir Al-Mobayyed (Jus-Student), Peter Skalicky (Rektor TU Wien), Michael Landertshammer (Bildungsexperte der Wirtschaftskammer Österreich), Erich Ribolits (Bildungswissenschaftler, 68er), Julia Hemmelmayr (Publizistikstudentin, Audimax-Besetzerin), Lena Marhold (Jus-Studentin, Besetzungsgegnerin).                                                                               |                    |
| 18.11.2009 | Wer braucht das Kreuz? Die Macht der Kirche in Österreich. Werner Schneyder mit Christine Mann (Interdiözesanes Amt für Unterricht und Erziehung), Heinz Mayer (Verfassungsjurist), Niko Alm (Giordano Bruno Stiftung), Heide Schmidt (Institut für eine offene Gesellschaft), Johannes Huber (Arzt und Theologe, ehemaliger Vorsitzender der Bioethikkommission), Monika Troschl (islamische Religionslehrerin).                                                                            |                    |
| 25.11.2009 | Hassobjekt Westen: Der unerklärte Weltkrieg. Corinna Milborn mit Jean Ziegler, (Globalisierungskritiker), Bahman Nirumand (Autor), Eric Frey (Journalist, Der Standard), Barbara Kolm (Wirtschaftsforum Hayek Institut), Karim El-Gawhary (Journalist), Friedrich Orter (Journalist). |                    |
| 02.12.2009 | Das Böse in uns. Michael Köhlmeier mit Reinhard Haller (Psychiater und Gerichtssachverständiger), Andreas Laun (röm.-kath. Weihbischof in Salzburg), Konrad Paul Liessmann (Philosoph, Universität Wien), Astrid Wagner (Rechtsanwältin, ehemalige Vertraute Jack Unterwegers), Doris Piringer (Autorin). |                    |
| 09.12.2009 | Nationaldroge Alkohol. Die Österreicher im Adventrausch. Eva Rossmann mit Eveline Eselböck (Weinexpertin), Roland Neuwirth (Musiker), Helmut A. Gansterer (Journalist), Martina Ruzek (ehemalige Alkoholpatientin), Michael Musalek (Leiter des Anton-Proksch-Instituts), Hubert Christian Ehalt (Kulturhistoriker). |                    |
| 16.12.2009 | Zurück zur Verstaatlichung – Was kommt nach der Hypo-Kalypse? |                    |

## 2010
| Datum                     | Titel, Gäste und Gastgeber | Anmerkungen |
| ------------------------- | --- | --- |
| 13.01.2010                | Angst vor Kriminalität – Müssen wir uns alle bewaffnen? Rudolf Nagiller mit Harald Serafin (Intendant Seefestspiele Mörbisch und Einbruchsopfer), Georg Zakrajsek (Generalsekretär der Interessengemeinschaft Liberales Waffenrecht), Brita Krucsay (Institut für Rechts- und Kriminalsoziologie Wien), Inge Schuster (Mitglied Initiative proNachbar, Einbruchsopfer), Carmen Schranz (langjährige Waffenbesitzerin), Georg Bürstmayr (Rechtsanwalt), Cristof Hetzmannseder (Leiter der Kriminalpolizei Wien) | |
| 20.01.2010                | Wie unmoralisch ist die Politik? Peter Rabl mit Franz Vranitzky (Bundeskanzler, 1986–1997), Andreas Khol (2002–2006 Nationalratspräsident), Dieter Böhmdorfer (Rechtsanwalt, 2000–2004 Justizminister), Kathrin Stainer-Hämmerle (Politologin, Universität Klagenfurt), Franz Fiedler (Präsident des österreichischen Rechnungshof, 1992–2004), Anneliese Rohrer (Journalistin), Dieter Chmelar (Autor, Moderator). | |
| 27.01.2010                | Kampfhund: Killer oder Menschenfeind? Eva Rossmann mit Eleonore Bind (Halterin eines American Pit Bull Terrier), Junko Flatscher (Opfer einer Hundeattacke), Bernd Marin (Soziologe), Maggie Entenfellner (Journalistin, Kronenzeitung), Michael Amon (Schriftsteller, Hundegegner), Hans Mosser (Herausgeber der Hundezeitschrift Wuff) | |
| 03.02.2010                | Reformschub oder Rechtsruck – Was brachte uns Schwarz-Blau? Werner Schneyder mit Karl-Heinz Grasser (österreichischer Finanzminister, 2000–2007), Herbert Scheibner (österreichischer Verteidigungsminister, 2000–2003), Herwig van Staa (Tiroler Landeshauptmann, 2002–2008), Doron Rabinovici (Historiker), Wilhelm Haberzettl (Gewerkschaftsfunktionär), Marion Kraske (Journalistin, ehemalige Korrespondentin des Nachrichtenmagazins Der Spiegel in Wien), Hubert Kramar (Schauspieler). | |
| 10.02.2010                | Der weiße Tod – Freie Fahrt oder Verbot und Strafe? Renata Schmidtkunz mit Peter Habeler (Extrembergsteiger), Klaus Mattle (ehemaliger Bergretter und Lawinenopfer), Rudi Mair (Lawinenwarndienst Tirol) Willi Costamoling (Chef der Bergwacht Alta Badia), Axel Naglich (Freeskialpinist), Claudia Lantos (Rechtsanwältin). | Nach einer Serie von 17 Lawinentoten in den Alpen innerhalb von kurzer Zeit debattiert das italienische Parlament darüber, ob leichtsinnige Tourengeher oder Skifahrer, die sich über Lawinenwarnungen hinwegsetzen, künftig mit Geldbußen belegt werden sollen. |
| 17.02.2010                | Missbrauch im Internat – Hat die Katholische Kirche nichts gelernt? Corinna Milborn mit Josef Haslinger (Schriftsteller, ehemaliger Internatszögling), Paul Zulehner (Theologe, Obmann des Vereins Lobby für Kinder), Beatrice Ferolli (Schriftstellerin), Absolventin einer Klosterschule), Leo Prothmann (Psychotherapeut, ehemaliger Priester), Johannes Wancata (Leiter der Ombudsstelle für sexuellen Missbrauch Erzdiözese Wien). | Diskussion anlässlich der im Jänner 2010 bekannt gewordenen Missbrauchsfälle an den Jesuiten-Gymnasien Canisius-Kolleg Berlin, Kolleg St. Blasien und dem Aloisiuskolleg und deren jahrzehntelange offenbar gezielte Vertuschung. |
| 24.02.2010                | Schneller, Besser, Weiter – Macht uns Leistung glücklich? Michael Köhlmeier mit Peter Sloterdijk (Philosoph), Thomas Geierspichler (Goldmedaillengewinner bei den Paralympics 2008), Lidia Baich (Geigerin), Eva Novotny (Sozialpsychologin), Michaela Dorfmeister (Olympia- und Weltcupsiegerin im Super-G), Wolfgang Müller-Funk (Kulturwissenschaftler), Bernhard Kohl (Ex-Radprofi). | |
| 03.03.2010                | Johanna Dohnals Erbe: Was ist aus den Feministinnen geworden? Eva Rossmann mit Trautl Brandstaller (Journalistin und Feministin), Sibylle Hamann (Journalistin), Ana Tajder (Buchautorin), Isabella Meus (Designerin), Oliver Peter Hoffmann (Männerpartei), Andreas Unterberger (freier Publizist, ehemaliger Chefredakteur der Wiener Zeitung) | Versuch einer Bilanz von Frauenpolitik in Österreich seit den späten 1970er Jahren. |
| 10.03.2010                | Sexskandale ohne Ende – Wie scheinheilig ist die Katholische Kirche? Renata Schmidtkunz mit Maximilian Fürnsinn (Propst Stift Herzogenburg), Erich Leitenberger (Pressesprecher der Erzdiözese Wien), Johannes Wahala (Psychotherapeut, ehemaliger Priester), Ulrich Körtner (evangelischer Theologe), Stephan Goertz (Moraltheologe, Universität des Saarlandes), Klaus Fluch (Missbrauchsopfer), Uta Ranke-Heinemann (Theologin). | Diskussion anlässlich der im Februar und März 2010 in Österreich bekannt gewordenen, bis in die 1980er Jahre zurückreichenden Missbrauchsfälle an katholischen Schulen durch Geistliche, etwa am Stiftsgymnasium Kremsmünster. |
| 17.03.2010                | Udo Proksch – Die Macht eines Netzwerks. Peter Rabl mit Erika Pluhar (Burgschauspielerin, erste Ehefrau von Udo Proksch), Robert Dornhelm (Regisseur), Hans Pretterebner (Journalist, Fall Lucona-Aufdecker), Roman Schliesser (Gesellschaftsjournalist, ehemaliger Kolumnist der Kronen Zeitung), Harald Katzmair (Unternehmer und Wissenschaftler, Schwerpunkt gesellschaftliche Netzwerke), Hans Rauscher (Journalist) | Anlässlich des Kinostarts des Dokumentarfilms Udo Proksch – Out of Control von Robert Dornhelm treffen sich Zeitzeugen und diskutieren über innenpolitische Machtverfilzungen im Wien der 1970er und 1980er Jahre, über den „Mythos“ Proksch und die österreichspezifischen Besonderheiten daran. |
| 24.03.2010                | Bettler raus aus unseren Städten? Corinna Milborn mit Ursula Stenzel (Bezirksvorsteherin Wien Innere Stadt), Christine Nöstlinger (Schriftstellerin), Rudolf Sarközi (Obmann des Kulturvereins österreichischer Roma), Martin Gasperl (Tierarzt), Christian Meischl (ehemaliger Obdachloser und Bettler), Peter Goldgruber (Polizei Wien). | Unter dem Untertitel Was bringt ein Verbot von gewerbsmäßigem Betteln? wurde diskutiert über Belästigung durch Bettler, organisiertes bzw. gewerbliches Betteln und darüber, ob und inwieweit ein Bettelverbot die Lösung des Problems ist. |
| 25.03.2010 Club 2 Spezial | Was darf Journalismus? Rudolf Nagiller mit Heinz-Christian Strache (Bundesparteiobmann der FPÖ und Klubobmann seiner Partei im Nationalrat), Karlheinz Kopf (Klubobmann der ÖVP im Nationalrat), Herbert Lackner (profil-Chefredakteur), Johannes Fischer (ORF-Magazinchef), Fritz Hausjell (Kommunikationswissenschafter) und Heinz Mayer (Verfassungsjurist). | Anlass der Sonderausgabe ist die vor dem Club 2 im ORF 2 gezeigte Am-Schauplatz-Dokumentation Am rechten Rand. Für diese hat der Am-Schauplatz-Redakteur Eduard Moschitz zwei Skinheads mehrere Wochen lang mit der Kamera begleitet. Zur letzten Drehetappe wurde eine Wahlveranstaltung der Freiheitlichen in Wiener Neustadt besucht. Heinz-Christian Strache, unterstützt von der ÖVP und dem BZÖ, bezeichnet die beiden Skinheads als vom ORF „bezahlte ‚Nazi-Statisten‘“ und will auch eine nationalsozialistische Parole gehört haben. Der ORF dementierte diese Vorwürfe mehrfach und hat die Rohfassung der entsprechenden Aufnahmen im Internet vorveröffentlicht. |
| 31.03.2010                | Scientology – Religionsgemeinschaft oder gefährliche Sekte? Rudolf Nagiller mit Angelika Thonauer (Scientology-Kirche Österreich), Sabine Weber (Scientology-Kirche Deutschland), Peter Schulte (Religionssoziologe), Franz Winter (Bundesstelle für Sektenfragen), El Awadalla (Autorin), Jeanette Schweitzer (Scientology-Aussteigerin) | |
| 07.04.2010                | Junge Türken – Zwischen Integration und Verweigerung Werner Schneyder mit Barbara Herzog-Punzenberger (Migrationsforscherin), Tanju Cengiz (Jurist und Eventmanagar), Gerda Hajszanyi (Lehrerin an einer Kooperativen Mittelschule in Wien-Favoriten), Ercan Yalcinkaya (Streetworker), Mike Galeli (Schauspieler), Halil Yerlikaya (Bäckerei-Filialleiter). | |
| 14.04.2010                | Weisswählen – Demokratie in der Krise? Renata Schmidtkunz mit Christoph Bösch (Initiative „Mehr Wahlrecht“), Peter Filzmaier (Politikwissenschaftler), Ulrich Habsburg-Lothringen (Landwirt, grüner Lokalpolitiker in Kärnten), Karl Krammer (Politikberater), Kurt Bergmann (ÖVP-Politiker, Initiative „Mehrheitswahlrecht“), Dieter Böhmdorfer (Rechtsanwalt, ehemaliger österreichischer Justizminister), Martina Pfingstl (Studentin und Senatsvorsitzende an der Akademie der bildenden Künste Wien) | Weil sich bei den laufenden österreichischen Präsidentschaftswahlen außer dem Amtsinhaber keine ernstzunehmenden Kandidaten und vor allem keine von der ÖVP nominierten stellen, empfehlen hochrangige ÖVP-Politiker wie Oberösterreichs Landeshauptmann Josef Pühringer weiß zu wählen, also eine ungültige Stimme abzugeben. |
| 21.04.2010                | Bruno Kreisky – Staatsmann mit Widersprüchen Peter Rabl mit Hannes Androsch (Industrieller, 1970–1981 Finanzminister und Vizekanzler unter Kreisky), Karl Blecha (ehemaliger SPÖ-Zentralsekretär), Elisabeth Pittermann (ehemalige SPÖ-Abgeordnete), Norbert Steger (1983–1986 FPÖ-Vizekanzler), Josef Taus (Industrieller, 1975–1979 ÖVP-Bundesparteivorsitzender), Peter Michael Lingens (Journalist, 1970–1987 Chefredakteur des Nachrichtenmagazins profil). | Diskussion mit Zeitzeugen anlässlich des 40. Jahrestages der ersten Angelobung von Bruno Kreisky als österreichischer Bundeskanzler. |
| 28.04.2010                | Sendung entfallen aufgrund der ausführlichen aktuellen Berichterstattung über die griechische Schuldenkrise. | |
| 05.05.2010                | Macht uns das Internet dumm? Corinna Milborn mit Frank Schirrmacher (Herausgeber FAZ), Angelika Hager (Journalistin, profil, Wien), Luca Hammer („Blogger“), Hubert Poppe (Psychiater, Anton-Proksch-Institut), Daniela Zimmer (Datenschutzexpertin, Arbeiterkammer Wien), Helmut Spudich (Technologieexperte). | |
| 19.05.2010                | Herzls Judenstaat: Traum und Wirklichkeit Renata Schmidtkunz mit Luc Bondy (Intendant der Wiener Festwochen), Michel Friedman (Fernsehmoderator, früherer stellvertretender Vorsitzender des Zentralrats der Juden in Deutschland), Avi Primor (israelischer Diplomat), Hanno Loewy (Leiter des Jüdischen Museums Hohenems), Nadia Arouri (palästinensische Studentin) | |
| 26.05.2010                | Sex mit 60plus – Das Tabu der reifen Lust? Eva Rossmann mit Elfriede Vavrik (Buchautorin: Nacktbadestrand), Chris Lohner (Autorin), Carl Djerassi (Erfinder der Pille), Karl Stifter (Sexualtherapeut), Lotte Tobisch (Schauspielerin), Gerhard Schwarz (Journalist) | |
| 09.06.2010                | Afrika ist nicht nur Fußball Michael Köhlmeier mit Almaz Böhm (Geschäftsführerin der Hilfsorganisation Menschen für Menschen), Araba Evelyn Johnston-Arthur (Kultur- und Sozialwissenschaftlerin, Institut für Germanistik der Universität Wien), Bella Bello Bitugu (ehemaliger aus Ghana stammender Schiedsrichter, Lehrbeauftragter Sprachwissenschaft an der Universität Innsbruck), Kurt Greussing (Sozialwissenschaftler, Erwachsenenbildner), Erwin Ebermann (Afrikanist), Alexis Nshimyimana Neuberg (Radio Afrika) | Anläßich des Starts der ersten Fußballweltmeisterschaft auf afrikanischen Boden. |
|                           | | |
| 07.07.2010                | Kampf ums Kind – der Aufstand der Scheidungsväter bei Corinna Milborn im Gespräch Douglas Wolfsperger, Filmemacher „Der entsorgte Vater“, Helene Klaar (Scheidungsanwältin), Michael Achleitner (Vätergruppe „im Namen des Vaters“), Maria Rösslhumer (Verein Autonome Österreichische Frauenhäuser), Monika Pinterits (Kinder- und Jugendanwaltschaft Wien) u. a. | Die Scheidungsväter steigen derzeit auf die Barrikaden, denn können sich Eltern beim Scheidungsverfahren nicht über Obsorge und Besuchsrecht einigen, so würden Frauen von den Gerichten bevorzugt – so kritisieren betroffene Männer... |
| 01.09.2010                | Abendland in Gefahr: Kommt der Kampf der Kulturen? Michael Köhlmeier mit Udo Ulfkotte, Sicherheitsexperte, Autor des 2010 erschienenen Buches Kein Schwarz, Kein Rot, Kein Gold – Armut für Alle im lustigen Migrantenstadl, Hannelore Schuster, Bürgerinitiative Dammstraße, Robert Misik, Publizist, Thomas Schmidinger, Politikwissenschaftler an der Universität Wien, Seyran Ateş, Rechtsanwältin, Frauenrechtlerin, Autorin des 2009 erschienenen Buches Der Islam braucht eine sexuelle Revolution, Tarafa Baghajati, Initiative muslimischer ÖsterreicherInnen. | Die erste Ausgabe nach der Sommerpause widmet sich der durch das Erscheinen des Buches Deutschland schafft sich ab von Thilo Sarrazin und den kontroversiellen Äußerungen seines Autors, wonach der Intelligenzdurchschnitt Deutschlands durch eine sich rasant vermehrende muslimische Unterschicht bedroht sei, entstandenen Diskussion. In Österreich forderte Anas Shakfeh, Präsident der Islamischen Glaubensgemeinschaft in Österreich in einem Interview mit der Austria Presse Agentur im August 2010 „Moscheen in jeder Landeshauptstadt“. |
| 08.09.2010                | Tabuthema Transsexualität – Leben zwischen den Geschlechtern Rudolf Nagiller mit Erik Schinegger, ehemalige Erika Schinegger, Skischulbesitzer, Andrea S., transgeschlechtliche Lehrerin, Eva Fels, Obfrau des Vereins TransX, Elisabeth Vlasich, Psychotherapeutin, Helmut Graupner, Co-Präsident der Österreichischen Gesellschaft für Sexualforschung, Bernhard Liedl, Chirurg. | |
| 15.09.2010                | Roma – unerwünscht in ganz Europa? Renata Schmidtkunz mit Harri Stojka (Musiker), Norbert Ceipek (Leiter der „Drehscheibe Augarten“, Krisenstelle des Wiener Jugendamtes), Roza el Hassan (Künstlerin, Ungarn), Florian Freund (Historiker, u. a. über den Dachauer Mauthausenprozeß), Philippe Carré (französischer Botschafter in Österreich), Gilda Horvath (Journalistin), Rudolf Sarközi (Kulturverein Österreichische Roma). | Nach den Auflösungen von illegal errichteten Romasiedlungen in Frankreich und der Abschiebungen hunderter Roma nach Rumänien und Bulgarien im August 2010 steht Frankreich unter heftiger Kritik der EU-Kommission, da es sich bei den Abgeschobenen um EU-Bürger handelt, für die innerhalb der Union Reise- und Niederlassungsfreiheit gilt. In Ungarn und Italien kam es in den letzten immer Jahren wieder zu gewalttätigen Übergriffen auf Roma bis hin zu „Aufmärschen“ rechtsextremer Parteien durch Romadörfer. Es stellt sich allgemein die Frage nach der Integration von Europas größter Minderheit. |
| 22.09.2010                | Aus fürs Bundesheer – Wer braucht noch die Wehrpflicht? Eva Rossmann mit Robert Lichal (Verteidigungsminister 1987–1990), Gerald Karner (Militärstratege und Sicherheitsberater), Elisabeth Engel (Militärärztin, Hauptmann, Teilnehmerin am EUFOR-Tschadeinsatz), Othmar Commenda (Stellvertretender Generalstabschef des Bundesheeres), Rosi Krenn (ARGE Wehrdienstverweigerung), Herbert Lackner (Journalist, profil), Werner Kerschbaum (Österreichisches Rotes Kreuz). | Nachdem der deutsche Verteidigungsminister Karl-Theodor zu Guttenberg im August 2010 eine Aussetzung der Wehrpflicht in Deutschland angekündigt hat und angesichts der Tatsache, dass in den meisten Ländern der EU die allgemeine militärische Dienstpflicht bereits abgeschafft wurde, bekommt auch in Österreich die Debatte um die Sinnhaftigkeit von Wehrpflicht neue Nahrung. In Österreich fordern Teile der Opposition (Grüne, BZÖ) die Abschaffung der Wehrpflicht, während in der Regierungskoalition vor allem die SPÖ nach wie vor daran festhält. |
| 29.09.2010                | Bananenrepublik Österreich – Wie gerecht ist unsere Justiz? Corinna Milborn mit Ruth Elsner (Ehefrau des seit 2006 formal in Untersuchungshaft einsitzenden, früheren BAWAG-Managers Helmut Elsner), Jürgen Mertens (Rechtsanwalt), Christian Pilnacek (Justizministerium, Leiter der Sektion Strafrecht), Gerhard Jarosch (Präsident der Vereinigung österreichischer StaatsanwältInnen), Michael Nikbakhsh (Journalist, profil, wurde im Zusammenhang journalistischer Recherchen zum Bilanzfälschungsskandal der Hypo auf Antrag der Staatsanwaltschaft München I in Österreich rechtswidrig verfolgt), Leo Lenvanic-Iwanski (Senatspräsident des Oberlandesgericht Wien), Florian Klenk (Journalist, Falter). | Die österreichische Justiz schein derzeit mit einer Serie spektakulärer Wirtschaftsverfahren wie der BUWOG-Affäre (in die auch der ehemalige Finanzminister Karl-Heinz Grasser verwickelt ist), der Affäre um die Hypo Group Alpe Adria (ebenfalls mit massiven politischen Verstrickungen), aber auch mit länger zurückliegenden Wirtschaftsaffären wie dem bis 2003 zurückreichenden Kriminalfall Libro mehr als überlastet zu sein. Allerdings kann in der Öffentlichkeit der Eindruck, dass in manchen politisch heiklen Fällen (etwa die Verhaftung Helmut Elsners 2006 in Frankreich, wenige Wochen vor den Nationalratswahlen) sehr schnell und willkürlich agiert wird. Im Gegensatz dazu scheint die Einvernahme Grassers zur BUWOG-Affäre nicht sehr eilig zu sein.                                    |
| 06.10.2010                | Ortstafeln – Das Ende des Dauerstreits? Rudolf Nagiller mit Gerhard Dörfler (Landeshauptmann Kärnten), Katja Sturm-Schnabel (Universitätsprofessorin für südslavische Philologie an der Universität Wien), Josef Feldner (Kärntner Heimatdienst), Valentin Inzko (Rat der Kärntner Slowenen), Michael Warrasch (Beamter im Ruhestand), Herbert Lackner (Journalist, profil). | Sendung anlässlich des neunzigsten Jahrestages der Kärntener Volksabstimmung über den Verbleib bei Österreich. Aber noch immer treten Probleme im Zusammenleben zwischen deutschen und slowenischen Volksgruppen auf, ein Konflikt, der sich seit 1972 immer wieder an der Aufstellung von zweisprachigen Ortstafeln entzündet. Doch hier scheint sich in jüngster Zeit eine Lösung anzubahnen. |
| 13.10.2010                | Ruck nach rechts – Das Spiel mit der Fremdenangst Peter Rabl mit Lothar Höbelt (Universitätsprofessor für Neuere Geschichte an der Universität Wien), Reinhard C. Heinisch (Politikwissenschaftler), Beate Winkler (Beraterin für interkulturelle Entwicklung, 1998 bis 2007 Leiterin der EU-Beobachtungsstelle über Rassismus und Fremdenfeindlichkeit in Wien), Harald Troch (Bezirkspolitiker Wien-Simmering), Roger Köppel (Chefredakteur der rechtskonservativen Weltwoche), Elisabeth Sabaditsch-Wolff (Islamkritikerin), Hans Rauscher (Der Standard). | Nicht nur der Erdrutschsieg der FPÖ bei den Wiener Landtagswahlen macht es deutlich: in ganz Europa befinden sich nach der Wirtschaftskrise rechte Parteien, aber auch rechte Positionen im Vormarsch. So zogen im Frühjahr 2010 die rechtsextremen Jobbik in das ungarische Parlament ein. Im Sommer wurde das Buch von Thilo Sarrazin Deutschland schafft sich ab, das sich kritisch mit der bisherigen deutschen Einwanderungspolitik auseinandersetzt, wurde innerhalb von wenigen Tagen zum Bestseller. Wie können die etablierten Parteien auf die Ängste der Bevölkerung reagieren? |
| 20.10.2010                | Unis am Abgrund Corinna Milborn mit Konrad Paul Liessmann (Professor am Institut für Philosophie der Universität Wien, Kulturessayist), Karlheinz Töchterle (Rektor der Universität Innsbruck, Altphilologe), Mirijam Müller (ÖH-Generalsekretärin, VSStÖ), Christiane Spiel (Universitätsprofessorin für Bildungspsychologie in Wien), Daniel Themeßl-Huber (student), Friedrich Faulhammer (Bundesministerium für Wissenschaft und Forschung) | Nach den Studierendenprotesten vom Herbst 2009 scheint sich 2010 wieder ein „heißer Herbst“ anzukündigen. Bei der ersten Großkundgebung vom 19. Oktober 2010 schlossen sich in allen Universitätsstädten Österreichs Mittelbau und Professoren den Studierenden an. Konkreter Grund der Proteste ist das Einfrieren der Unibudgets bzw. deren absehbare Kürzung durch das Sparpaket, das die österreichische Bundesregierung noch im Dezember 2010 beschließen will. Darüber hinaus stellt sich ganz allgemein die Frage, wie sich die österreichischen Unis in Zukunft finanzieren sollen (privat und/oder öffentlich) und ob und in welcher Weise der freie Universitätszugang beschränkt werden soll. Teile der Professorenschaft treten für die Wiedereinführung der 2008 abgeschafften Studiengebühren ein. |
| 27.10.2010                | Zahltag: Sind die Belastungen gerecht verteilt? Eva Rossmann mit Christian Felber (Attac Österreich), Andreas Khol (ÖVP-Seniorenbund), Sigrid Maurer (ÖH-Vorsitzende), Therese Mitterbauer (Vorsitzende Junge Industrie), Werner Muhm (Arbeiterkammerdirektor), Lydia Ninz (ARBÖ), Franz Schellhorn (Wirtschafts-Kommentator, Die Presse) | Die Kürzungsvorschläge des kommenden Sparpakets der österreichischen Bundesregierung, das den Staatshaushalt nach den enormen Belastungen durch die Aufwendungen für die Bankenkrise und der Rettung der Hypo Group Alpe Adria sanieren soll, wird vor allem von Studenten, Familien und Pendlern als ungerecht empfunden. |
| 03.11.2010                | Obama: Aus der Traum? Rudolf Nagiller mit Dennis Russell Davies (Dirigent, seit Jahrzehnten in Europa mit Schwerpunkt Deutschland und Österreich tätig), Eva Nowotny (österreichische Diplomatin, 2003–2009 österreichische Botschafterin in Washington, D.C.), Eric Frey (Außenpolitikjournalist, Der Standard), Stanley Hale (Democrats Abroad, Österreich), Arba Johnston Artur (Politologin, Arbeitsschwerpunkt in und über die USA), Barbara Kolm (Friedrich A. v. Hayek Institut). | Bei den Wahlen zum Repräsentantenhaus („Midterm Elections“) am 2. November 2010 verloren die US-Demokraten ihre absolute Mehrheit. Die Republikaner, die mit 239 von 435 Sitzen einzogen, können in Zukunft jeden Gesetzesvorschlag der Obama-Regierung blockieren. Diskussion über den teilweise offen rassistischen Meinungsumschwung in den USA und über die Zukunft dieses Landes. |
| 10.11.2010                | Türken im Eck – Integrationsverweigerer oder Ausgegrenzte? Renata Schmidtkunz mit Ali Yurtsever (türkischer Journalist und Korrespondent mit Schwerpunkt Wien), Kenan Güngör (Kurde, Integrationsberater, Wien), Barbara Herzog-Punzenberger (Kulturanthropologin, Migrationsforscherin, Österreichische Akademie der Wissenschaften), Andreas Mölzer (Europaabgeordneter FPÖ), Hannelore Schuster (Bürgerinitiative Dammstraße), Simon Kravagna (Chefredakteur Das Biber) | Nach dem umstrittenen, am 10. November 2010 in der Presse erschienenen Interview mit Kadri Ecvet Tezcan, dem türkischen Botschafter in Wien, das von vielen Österreichern als schwere Beleidigung aufgefasst wurde, kam es nicht nur zu diplomatischen Unstimmigkeiten zwischen Ankara und Wien, sondern auch zu einem erneuten Aufflammen der Debatte über die Integration der in Österreich lebenden Türken. |
| 17.11.2010                | Wie mächtig ist die Mafia in Österreich? Eva Rossmann mit Jürgen Roth (Publizist, Autor mit Schwerpunkt politische und organisierte Kriminalität), Wolfgang Hetzer (Experte für Organisierte Kriminalität), Wolfgang Unterköfler (Beamter Bundeskriminalamt), Peter Laskaris (Nachtklub-Betreiber), Max Edelbacher (Leiter des Wiener Sicherheitsbüros in den 1980er und 1990er Jahren), Günter Zäuner (Halbwelt-Kenner). | Ausgehend vom Beginn Prozess im Mordfall Umar Israilov, eines 2009 in Wien auf offener Straße durch Kopfschuss ermordeten tschetschenischen Flüchtlings und ehemaligen Leibwächters des tschetschenischen Präsidenten Kadyrow am Wiener Landesgericht stellt sich die Diskussion der Frage, wie weit Mafia und andere Formen politischer und organisierter Kriminalität in Österreich bereits Fuß fassen konnten und inwieweit diese illegalen Tätigkeiten von offizieller Wirtschaftstätigkeit abzugrenzen sind. |
| 24.11.2010                | Wir sind Adel – Warum die Royals boomen Corinna Milborn mit Karl Hohenlohe (Adeliger, Herausgeber des Gault-Millau Österreich), Camilla Habsburg-Lothringen (PR-Beraterin, Nachfahrin von Kaiserin Maria Theresia), Rudolf Roubinek (Schauspieler, Kabarettist, Darsteller des Obersthofmeister Seyffenstein aus Wir sind Kaiser), Katrin Unterreiner (Historikerin, Kuratorin des Sissi-Museums in der Wiener Hofburg), Helene Karmasin (Motivforscherin), Georg Hoffmann-Ostenhof (Journalist, Anti-Monarchist). | Ausgehend von der am 16. November 2010 angekündigten Hochzeit des britischen Thronanwärters Prinz William mit der Bürgerlichen Kate Middleton, dem aktuell aufgedeckten Skandal um den schwedischen Carl Gustaf verfolgt die Diskussion die Frage, was die Öffentlichkeit derart an Adeligen fasziniert. |
| 01.12.2010                | WikiLeaks: Was darf uns die Politik verheimlichen? Renata Schmidtkunz mit Albert Rohan (Diplomat), Florian Klenk (Journalist, Falter), Erich Möchel (Internetexperte), Ursula Plassnik (österreichische Außenministerin, 2004–2008), Konrad Becker (Medienkünstler). | Mit der Veröffentlichung hunderttausender Depeschen von US-Diplomaten weltweit mit teilweise brisantem bis pikantem Inhalt durch die Plattform WikiLeaks stellt sich die Frage, in welcher Form und bis zu welchen Grad die Diplomatie und Geheimdienste demokratischer Staaten zur Transparenz verpflichtet sind. Was muss vertraulich bleiben, um Sicherheit und Zusammenarbeit der internationalen Staatengemeinschaft zu garantieren? |
| 08.12.2010                | Sendung aufgrund des gesetzlichen Feiertages in Österreich (Mariä Empfängnis) entfallen. | |
| 15.12.2010                | Yesterday – 50 Jahre Beatles Eva Rossmann mit Tony Sheridan (Musiker und Zeitzeuge, spielte und lebte Anfang der 1960er Jahre mit den Beatles in Hamburg), Rosa Reitsamer (Soziologin), Christina Nemec (Musikerin), Rudi Dolezal (Filmproduzent, Musikexperte), Martin Blumenau (FM4-Moderator, Musikjournalist). | Diskussion mit Musikexperten, Musikern und einem Zeitzeugen über die Anfänge der Beatles und ihre ersten Auftritte in Hamburger Clubs 1960/61 und warum gerade diese Band bis heute als eine der wichtigsten und einflussreichsten in der Geschichte der Popmusik gilt. |
| 22.12.2010                | Auf der Suche nach dem Übersinnlichen Rudolf Nagiller mit Lotte Ingrisch (Schriftstellerin), Heinz Oberhummer (Astrophysiker, Wissenschaftskabarettist, Science Busters), Rosalinde Haller (Hellseherin), Hans Spiegl (evangelischer Pfarrer), Roman Schweidlenka (Historiker), Peter Mulacz (Gesellschaft für Parapsychologie). | |

## 2011
| Datum                     | Titel, Gäste und Gastgeber | Anmerkungen |
| ------------------------- | --- | --- |
| 12.01.2011                | Kampfplatz Schule: Taktische Spielchen statt echter Reform? Corinna Milborn mit Hannes Androsch (1970 bis 1980 Vizekanzler und Finanzminister, Initiator des Bildungsvolksbegehrens), Gertrude Brinek (Bildungsexpertin, Politikerin ÖVP), Werner Fröhlich (ehemaliger Schuldirektor), Marian Kogler (ehemaliger hochbegabter Schüler, heute Informatiker an der TU Wien), Claudia Gerhartl (Demokratisches Werkcolleg im WUK), Stefan Hopmann (Bildungswissenschaftler an der Universität Wien), Mechtild Lang (Katholischer Familienverband Österreichs) | Aktueller Anlass der Diskussionsrunde ist das Bildungsvolksbegehren, die politische Auseinandersetzung um die von der SPÖ geforderte Gesamtschule und die durch die für Österreich äußerst negativ ausgefallenen Ergebnisse der letzten Erhebung der PISA-Studie der OECD. |
| 19.01.2011                | Umsturz in Tunesien: Kommt es bald zum arabischen Flächenbrand? Peter Rabl mit Gabriele Matzner-Holzer (frühere österreichische Diplomatin in Tunis), Magdi Gawahri (gebürtiger Ägypter, Nahostkenner), Karin Kneissl (Journalistin, Nahostexpertin), Karim Bousalem (gebürtiger Tunesier, islamischer Religionslehrer in Wien), Fritz Edlinger (Gesellschaft für österreichisch-arabische Beziehungen), Josef Peterleithner (österreichischer Reisebüroverband).                                                                                          | |
| 20.01.2011 Club 2 Spezial | Sonnenkönig, Medienkanzler, Machtmensch – Wer war Bruno Kreisky? Rudolf Nagiller mit Wolfgang Petritsch (Spitzendiplomat, Sekretär Kreiskys), Emmy Werner (frühere Direktorin des Volkstheater Wien), Helene Maimann (Historikerin, Gestalterin einer Filmdoku über Bruno Kreisky), Anneliese Rohrer (Journalistin, Die Presse), Alfred Reiter (Kabinettschef Kreiskys), Gustav Peichl (Architekt, Karikaturist „Ironimus“) | Diskussion anlässlich des knapp bevorstehenden 100. Geburtstages des längstdienenden Kanzlers der Zweiten Republik. |
| 26.01.2011                | Wie weit dürfen Tierschützer gehen? Rudolf Nagiller mit Martin Balluch (Obmann Verein gegen Tierfabriken), Madeleine Petrovic (Präsidentin Wiener Tierschutzverein), Petra Velten (Professorin für Strafrecht, Uni Linz), Florian Klenk (Stellvertretender Chefredakteur „Falter“), Heinz Mayer (Verfassungsjurist, Dekan der Rechtswissenschaftlichen Fakultät), Karl Bauer (ehemaliger Geschäftsführer „Fürnkranz“) | |
| 02.02.2011                | Aufstand in Ägypten: Eine Chance für die Islamisten? Rudolf Nagiller mit Gudrun Harrer (Islamwissenschaftlerin, Journalistin „der Standard“), Rami Ali (Ägyptisch-Österreichische Jugend), Adel El Sayed (Politikwissenschaftler Univ. Innsbruck, gebürtiger Ägypter), Johanna Awad-Geissler (Buchautorin), Mostafa Abdallah Aly (Bürochef „Al Ahram“) | |
| 09.02.2011                | Literat und Provokateur: Was blieb von Thomas Bernhard? Michael Köhlmeier mit Ursula Pasterk (ehemalige Wiener Kulturstadträtin), Frank Hoffmann (Mitglied des Burgtheaters, Leiter des Güssinger Kultursommers), Hans Haider (Kulturjournalist), Erika Schmied (ehemalige Freundin von Thomas Bernhard, Fotografin), Stephanie Mohr (Regisseurin), Alfred Pfabigan (Kulturphilosoph und Literaturkritiker), Robert Schindel (Schriftsteller) | |
| 16.02.2011                | Peter Alexander – Der letzte Held einer heilen Welt? Michael Köhlmeier mit Dagmar Koller (Schauspielerin), Harald Serafin (Intendant der Seefestspiele Mörbisch), Peter Hofbauer (Fernsehproduzent, Chef des Wiener Metropol), Wolfgang Kos (Direktor Wien Museum), Christof Spörk (Musikkabarettist und Politikwissenschafter), Peter Weibel (Künstler und Medientheoretiker) | |
| 23.02.2011                | Medien, Macht und Mädchen: Das System Berlusconi Peter Rabl mit Claudia Benedetti (Anwältin und Abgeordnete der PDL), Gaston Salvatore (Schriftsteller chilenischer Herkunft, Berlusconi-Kritiker), Oktavia Brugger (Journalistin, RAI), Petra Reski (Journalistin, Die Zeit und Mafiaexpertin), Gianluca Wallisch (Medienexperte, Der Standard), Karl Stifter (Sexualtherapeut). | Nach der sogenannten „Ruby-Affäre“, bei der es um Sex mit minderjährigen Prostituierten geht, wurde der italienische Ministerpräsident Silvio Berlusconi am 15. Februar 2011 von einem Mailänder Gericht wegen des Verdachts auf Amtsmissbrauch unter Anklage gestellt.    |
| 02.03.2011                | Supersauber – Wie moralisch müssen Politiker sein? Renata Schmidtkunz mit Konrad Paul Liessmann (Philosoph, Essayist), Heide Schmidt (ehemalige Politikerin, Gründerin des Liberalen Forums), Dieter Böhmdorfer (Jurist, unter den Regierungen Schüssel 2000–2004 österreichischer Justizminister), Heidi Glück (Kommunikationsberaterin), Michael Frank (Journalist, Süddeutsche Zeitung), Hubert Sickinger (Politikwissenschaftler, Experte für Parteienfinanzierung)                                                                                    | Nach der Plagiatsaffäre Guttenberg und deren Verzahnungen mit der Bild-Zeitung stellt sich die Frage, wie „ehrlich“ Politiker sein müssen. |
| 09.03.2011                | Ansturm auf Europa Corinna Milborn mit Manfred Nowak (Ludwig Boltzmann Institut für Menschenrechte, 2004–2010 UN-Sonderberichterstatter über Folter), Susanne Scholl (Journalistin), Elias Bierdel (Gründer der Hilfsorganisation Cap Anamur / Deutsche Not-Ärzte e.V.), Peter Ulram (Politikwissenschaftler), Wolfgang Taucher (Bundesasylamt), Andreas Unterberger (Blogger, früher Chefredakteur Die Presse und Wiener Zeitung). | Diskussion wie Europa mit der Flüchtlingswelle umgehen soll, die der Aufstand in Libyen 2011 ausgelöst hat und von der zunächst in erster Linie Tunesien, aber auch die italienische Insel Lampedusa betroffen sind.                                                       |
| 30.03.2011                | Was können wir noch essen? Eva Rossmann mit Sarah Wiener (Spitzenköchin), Felix Hnat (Veganer, Tierschützer), Helmut A. Gansterer (Journalist und Hedonist), Gabriele Sorgo (Kulturhistorikerin), Stephan Mikinovic (Geschäftsführer Agrarmarkt Austria), Claudia Sprinz (Konsumentensprecherin Greenpeace) | Diskussion, wie wir uns noch gut und leistbar ernähren kommen, woher unser Essen stammt, welche Wege die Lebensmittel zurücklegen, bis sie bei uns am Tisch sind. |
| 31.08.2011                | Das Verbrechen nebenan: Was macht uns zu Tätern? Renata Schmidtkunz mit Adelheid Kastner (forensische Psychiaterin), Thomas Müller (Profiler), Eva Plaz (Opferanwältin), Markus Schleinzer (Filmemacher, Autor und Regisseur des Filmes „Michael“), Holger Eich (Kinderschutzzentrum Wien), Joachim Bauer (Arzt und Hirnforscher, Autor „Schmerzgrenze“) | Diskussion aus Anlass der Premiere des Films Michael |
| 07.09.2011                | Der neue Klassenkampf: Wer bezahlt für die Krise? Peter Rabl mit Josef Taus (Unternehmer, ehem. ÖVP-Politiker), Markus Marterbauer (Wirtschaftsforscher), Michael Fleischhacker (Chefredakteur „Die Presse“), Ulrike Herrmann (Journalistin, Autorin „Hurra, wir dürfen zahlen“), Karin Rausch (Initiative „Aktive Arbeitslose“), Werner Becher (Manager) | Diskussion zur Reichensteuer-Debatte |
| 14.09.2011                | Rebellion der Pfarrer – Droht die Kirchenspaltung? Michael Köhlmeier mit Helmut Schüller (Pfarrer von Probstdorf), Thomas Glavinic (Schriftsteller), Gregor Henckel-Donnersmarck (Altabt des Stiftes Heiligenkreuz), Christine Mayr-Lumetzberger (Initiative Weiheämter für Frauen – RCWP), Susanne Heine (evang. Theologin und Pfarrerin), Otto Neubauer (Akademie für Evangelisation) | |
| 21.09.2011                | Politisch über-korrekt: Was darf man noch sagen? Rudolf Nagiller mit Maria Rauch-Kallat (ehemalige Frauenministerin), Rudolf Taschner (Mathematiker), Gerhard Haderer (Karikaturist), Peter Menasse (Kommunikationsexperte und Journalist), Eva Herman (Autorin), Beatrice Achaleke (Diversity Management), Alexander Pollak (Sprecher SOS Mitmensch) | |
| 28.09.2011                | Aufschrei der Unzufriedenen – Österreichs Demokratie in der Krise? Corinna Milborn mit Harald Krassnitzer (Schauspieler), Hannes Androsch (ehemaliger Finanzminister), Friedhelm Frischenschlager (ehemaliger Verteidigungsminister), Barbara Blaha (ehemalige ÖH-Vorsitzende), Christopher Lauer (Piratenpartei Berlin), Marion Löffler (Politikwissenschafterin an der Universität Wien). | |

## 2012
| Datum      | Titel, Gäste und Gastgeber | Anmerkungen |
| ---------- | --- | --- |
| 11.04.2012 | Mythos „Einkommensschere“ – Ein schlechter Scherz? Eva Rossmann mit Robert Treichler (profil), Ulli Weish (Medienwissenschafterin), Alexander Goebel (Schauspieler und Moderator), Karina Sarkissova (Balletttänzerin), Ralf Bönt (Schriftsteller), Anna Sporrer (ehemalige Vorsitzende der Gleichbehandlungskommission) | Aktueller Anlass der Diskussionsrunde war der Artikel Löhne: Die Wahrheit über die Ungleichheit im Nachrichtenmagazin profil, der die Einkommensschere zwischen Mann und Frau behandelte. |

### Programmnachweise
1. ↑  ORF Volksgruppen: Club 2: Zwangsprostitution und Frauenhandel, 23. April 2008. Abgerufen am 23. März 2010.
2. ↑  Programm ORF 2, 11. Juni 2008. Online nicht mehr abrufbar, 23. März 2010.
3. ↑  Programm ORF 2, 18. Juni 2008. Online nicht mehr abrufbar, 23. März 2010.
4. ↑  Programm ORF 2, 25. Juni 2008. Online nicht mehr abrufbar, 23. März 2010.
5. ↑  Programm ORF 2, 2. Juli 2008. Online nicht mehr abrufbar, 23. März 2010.
6. ↑  Programm ORF 2, 4. September 2008. Online nicht mehr abrufbar, 23. März 2010.
7. ↑  Programm ORF 2, 10. September 2008. Online nicht mehr abrufbar, 23. März 2010.
8. ↑  Programm ORF 2, 1. Oktober 2008. Online nicht mehr abrufbar, 23. März 2010.
9. ↑  Programm 3sat, 8. Oktober 2008. Online nicht mehr abrufbar, 23. März 2010.
10. ↑  Programm ORF 2, 15. Oktober 2008. Online nicht mehr abrufbar, 23. März 2010.
11. ↑  Programm ORF 2, 22. Oktober 2008. Online nicht mehr abrufbar, 23. März 2010.
12. ↑  Programm ORF 2, 29. Oktober 2008. Online nicht mehr abrufbar, 23. März 2010.
13. ↑  Programm ORF 2, 12. November 2008. Online nicht mehr abrufbar, 23. März 2010.
14. ↑  Programm ORF 2, 11. November 2008. Online nicht mehr abrufbar, 23. März 2010.
15. ↑  Programm ORF 2, 2. Februar 2009. Online nicht mehr abrufbar, 23. März 2010.
16. ↑  Programm ORF 2, 27. Mai 2009: Wandert unsere Jugend nach rechts? Online nicht mehr abrufbar, 23. März 2010.
17. ↑  Programm ORF 2, 3. Juni 2009: Europa wohin? Wie viele Fremde verträgt Österreich? Online nicht mehr abrufbar, 23. März 2010.
18. ↑  programm.orf.at: Thema "Glücksspiel" im "CLUB 2" (Seite nicht mehr abrufbar, festgestellt im Dezember 2018. Suche in Webarchiven)  Info: Der Link wurde automatisch als defekt markiert. Bitte prüfe den Link gemäß Anleitung und entferne dann diesen Hinweis., 1. Juli 2009. Abgerufen am 25. März 2010.
19. ↑  DerStandard.at: Mittwoch Club 2 – Nationaldroge Alkohol, 9. Dezember 2009. Abgerufen am 23. März 2010.
20. ↑  dieStandard.at: Club 2 – "Ich bin keine Feministin, aber …", 3. März 2010. Abgerufen am 25. März 2010.
21. ↑  Club 2: Wie scheinheilig ist die Kirche? (Video) ORF, 10. März 2010, abgerufen am 14. Februar 2017.
22. ↑  programm.orf.at: "CLUB 2": Udo Proksch – Die Macht eines Netzwerkes (Memento des Originals vom 4. März 2016 im Internet Archive)  Info: Der Archivlink wurde automatisch eingesetzt und noch nicht geprüft. Bitte prüfe Original- und Archivlink gemäß Anleitung und entferne dann diesen Hinweis., 17. März 2010. Abgerufen am 25. März 2010.
23. ↑  Blog des Vereins Roma-Service: Club2: Bettler raus aus unseren Städten?, 24. März 2010. Abgerufen am 25. März 2010.
24. ↑  programm.orf.at: ORF-Programmänderung: "Am Schauplatz: Am rechten Rand" und "CLUB 2 spezial" (Memento des Originals vom 2. März 2016 im Internet Archive)  Info: Der Archivlink wurde automatisch eingesetzt und noch nicht geprüft. Bitte prüfe Original- und Archivlink gemäß Anleitung und entferne dann diesen Hinweis., 25. März 2010. Abgerufen am 25. März 2010.
25. ↑  
Mythos „Einkommensschere“ – Ein schlechter Scherz? (Video) In: Club 2. Österreichischer Rundfunk, 11. April 2012, abgerufen am 26. Oktober 2017.